# 630
Năm 630 là một năm trong lịch Julius. 